# Świadomość językowa
Świadomość językowa – ogół sądów i poglądów na język, które są właściwe dla danej osoby lub grupy użytkowników języka. W skład świadomości językowej wchodzą wyobrażenia, doświadczenia i wiedza nt. struktury języka, jego jednostkach i zasadach posługiwania się nimi. Sądy i poglądy tworzące świadomość językową mogą mieć charakter intuicyjny, ale bywa też, że wyrastają z posiadanej wiedzy o języku.
Dzięki świadomości językowej użytkownik języka potrafi oceniać zgodność wypowiedzi z normą językową, co jest dopuszczalne w ramach normy, a co stanowi odstępstwo od niej. Świadomość językowa reguluje indywidualne zachowania językowe. Na indywidualną świadomość językową mają wpływ takie czynniki jak wychowanie (rodzina, szkoła, życie publiczne) i ogólny poziom społecznej świadomości językowej. Podstawowym przejawem świadomości językowej są rozmaite postawy wobec języka.
Świadomość językowa umożliwia ocenę sposobu mówienia pod kątem poprawności i walorów stylistycznych. Jest to także zdolność formułowania sądów o stosunkach zachodzących między elementami języka (synonimia, sprzeczność).